# Uramisten
Az Uramisten Gárdos Péter 1985-ben bemutatott első, nagy sikerű játékfilmje.
A történet egy fiatal artista és egy idős illuzionista, egykori szabadulóművész egymást felőrlő párharcáról szól az 1980-as évek közepének Budapestjén, részben és mellékesen Budapest cirkuszi világában.

## Szereplők
- Binder Lipót, illuzionista – Feleki Kamill
- Sajek Oszkár, artista – Eperjes Károly
- Simi, kenguruidomár – Dörner György
- Józsi, pincér – Csákányi László
- Virág Boldi, lángnyelő – Garas Dezső
- Sajek anyja – Tábori Nóra
- Ági, Sajek barátnője – Nyakó Júlia
- Szilvia, Sajek felesége – Tarján Györgyi
- Szilvia barátja – Helyey László
- Dudi – Ujlaki Dénes
- Dudiné – Pap Vera
- Férfi a moziban – Leisen Antal
- Nő az étteremben – Sáfár Anikó
- Vitkovicsné – Tímár Éva
- Dr. Szűcs Emil ügyvéd – Paláncz Ferenc

További szereplőkː Ajtai Andor György, Boncz János, Bors Károly, Erdész László, Erdős Gábor, Herczeg Zsolt, Miró, Palásthy Bea,  Radnóti Tamás, Sándor Erzsi, Schwimmer János, Torma Auguszta, Usztics Mátyás.

## A történet
Sajek Oszkár, a fiatal artista az egyik előadásán történt súlyos balesete óta barátja, Simi kenguruszámában tengeti napjait. Visszamaradt bicegése miatt egyelőre lehetetlennek tűnik, hogy újra komoly mutatványban léphessen fel. De szinte fanatikusan edzi magát, hogy sérült lába mihamarabb rendbe jöjjön. Ám egy nap véletlenül hall egy világhírű, azóta se megismételt produkcióról, amit ötven éve egy magyar illuzionista mutatott be Amerika-szerte. Jégtömbbe fagyasztatta és vonaton Philadelphiába szállíttatta magát, ahol hatalmas, ünneplő közönség előtt tört ki jégkoporsójából.
Ahogy próbált utánajárni a tényeknek, kiderült, hogy a szabadulóművész, Binder Lipót még él, sőt Budapesten él. A produkcióján fellelkesült milliárdos bankár, Morgan fizette be élethossziglani ellátással a budapesti Nemzeti szállóba. Sőt az idős ember és Sajek apja, aki híres bohóc volt, még ismerték is egymást. A fiatalember elhatározza, meglátogatja és ráveszi az öreget, hogy árulja el a híres philadelphiai mutatványa titkát. Fel is keresi a mogorva, évtizedek óta a szállodában unatkozó magányos öregurat, ő azonban kidobja. A fiatal férfi különféle trükkökkel igyekszik az öreg közelébe férkőzni, ami végül sikerül is, de mégsem hajlandó átadni a mutatvány titkát. Sőt próbálja lebeszélni a produkcióról, és inkább más irányba terelgetné. Kiderül, hogy Binder Lipót, Lipi bácsi tulajdonképpen megkedvelte a fiatalembert, és valójában csak attól fél, hogy ha elárulja a mutatványa titkát, őt se látja többé.
És egyébként is zavarja, hogy a fiatalembert, mint általában a korosztályát, legfeljebb szelektíven érdekli a múlt. Véletlenül tudja, ki volt Houdini, de azt már nem, ki volt báró Randrow illuzionista, Lédererné és Kodelka. Azt meg már pláne nem, melyik házban is született Houdini, melyikben volt házmester Dandy Jackson, hol lehetett a „Zsárden”, a vurstli a Népligetben, vagy nem hallott Zoli bohócról. Így aztán különböző teljesíthetetlennek látszó feltételeket támaszt, de amikor Sajek mégis teljesíti ezeket, megtagadja a titok elárulását.
A fiatalember végső kétségbeesésében, dühében végül elrabolja az öreget, és egy borospincében tartja fogva egyébként luxusellátás mellett. A fogság alatt, ami egy szabadulóművésznek valójában nem is igazi fogság, még jobban megkedvelik egymást, de a mutatvány, amihez az öreg látszólag ugyanolyan fanatikusan ragaszkodik, amennyire Sajek meg akarja szerezni, mégis közéjük áll. Végül belátja, hogy nem tudja kiszedni az öregből a titkot, és visszaviszi a szállodába. Feladja, és magába roskadva őrlődik anyjánál. Próbál valami ötletet kitalálni, de már minden kártyáját kijátszotta.
Az öregúr inkább gunyoros, mint valódi hitből fakadó miszticizmusa némileg magával ragadta Sajeket is. Egy nap a kristályváza szétrepedése jelzi, hogy valaki meghalt. A szállodába rohan, ahol megtudja, hogy az öregember valóban halálán van. És hiába próbál mondani valamit, már nem lehet érteni, mit. Kétségbeesésében elintézi, hogy láthassa a holttestet, és meglepetéssel veszi észre, hogy az öreg a feltehetően fájdalmas haláltusája ellenére furcsa pózba kényszerítette magát. Talán ezzel üzenve meg a halálból a mutatvány titkát. És úgy tűnik, a túlvilági útbaigazítás célba ért. A fiatal artista szemlátomást hatalmas érdeklődés és ováció közepette mutatja be a számot. De közben meg kell tapasztalnia, hogy mindennek ára van. Az ilyen világszámnak is. Magányban is. Fájdalomban is.

## A forgatási helyszínek
- Nemzeti Szálló, Budapest, József krt. 4.
- Fővárosi Nagycirkusz, Budapest, Állatkerti körút 12/a
- Népliget, az egykori vurstli környéke
- Keleti pályaudvar, a postai csomagelosztó központ

## Díjak
- XVII. Magyar Játékfilmszemle: legjobb férfi színész díja: Eperjes Károly
- Chicagói Nemzetközi Filmfesztivál, 1985. november 8–24.

Ezüst Hugo a legígéretesebb rendezőnek – Gárdos Péter
Aranyplakettje megosztva: Feleki Kamill, Eperjes Károly
- Montreali Nemzetközi Filmfesztivál, 1985. augusztus 21. – szeptember 1. – a zsűri különdíja

## Fogadtatása
A hazai kritikák némileg fanyalogva fogadták a filmet. Egyesek a hétköznapi témaválasztást kifogásolták, mások az „amerikaias” stílust.
A külföldi kritika és közönség fogadtatása sokkal lelkesebb volt. Az Egyesült Államokban, New Yorkban még fanklub is alakult.

## Érdekességek
- A film ötlete több forrásból állt össze. Gárdos látott egy 1930-as évekbeli képet egy bűvészről, aki New Yorkból Philadelphiába utazott egy hűtővagonban. 1931-ben Portlandben, Oregonban egy Andrew Moro nevű kaszkadőr harminc percig bírta jégbe fagyasztva, és túlélte. Gárdos szerint ezen kívül E. L. Doctorow Ragtime című  regénye is hatással volt rá, ami 1979-ben jelent meg magyarul, s amelynek egyik szálában Houdini is szerepel.
- Az eredeti forgatókönyvben még az öregúr keresztneve Oszkár.
- A főszereplő fanatikus kitartása, amivel a számot igyekszik megszerezni, tulajdonképpen Gárdos fanatizmusa, amivel tíz év alatt kiverekedte, hogy elkészíthesse első játékfilmjét. Gárdos úgy tudta rávenni a stúdió vezetését, főleg Sándor Pált a forgatókönyv elfogadására, hogy azt mondta, Feleki Kamill már beleegyezett, hogy ő játssza Binder Lipótot (Binder Oszkárt). Valójában Feleki ekkor még nem is hallott a készülő filmről. Ebből a szempontból talán nem puszta véletlen Feleki Kamill és Sándor Pál hanghordozásának hasonlósága.[2]

Gárdos nyilatkozata szerint a film mottója, akár címe is az lehetett volna: „Nem adom fel!”
- Körülbelül ebben az időszakban tudatosult az amerikai közvéleményben a sokat emlegetett Houdini magyar származása. Nem tudni, a filmnek ebben mekkora szerepe volt, ugyanis az Uramisten az Egyesült Államokban nagy sikert aratott.
- Gárdos már évekkel korábban több, cirkuszokról készült dokumentumfilmet is forgatott.
- Sajek szerepére 21, akkor fiatal, pályája elején járó férfiszínészt hallgatott meg. Olyan nevek merültek fel, mint például Kulka János,[3] Mácsai Pál, Bezerédi Zoltán és Dörner György.
- Hasonló kísérlet jelenik meg A teljesítőképesség határai (2014) című német dokumentumfilmsorozat 1. részében az extrém hidegtűrő Wim Hoffal.